# سرگردان (پروانه)
سرگردان (نام علمی: Vagrans egista) نام یک گونه از تیره فرچه‌پایان است. پروانه آواره در جنوب و جنوب شرقی آسیا تا ایران زندگی می‌کند. طول بال پروانه ۶۴ تا ۷۰ میلی‌متر است.